# Gaspard Brunet
Gaspard Sébastien Brunet, italianizzato in Gaspare Brunet (Chambéry, 23 dicembre 1788 – Chambéry, 22 giugno 1854), è stato un politico francese.

## Biografia
Fu deputato del Regno di Sardegna nella III legislatura, eletto nel collegio di Rumilly.